# 1269
1269 (MCCLXIX) je bilo navadno leto, ki se je po julijanskem koledarju začelo na torek.

## Dogodki

### Slovenija
- 27. oktober - Po smrti koroškega vojvode Ulrika III. iz hiše Spanheimskih nasledi vojvodini Koroško in Kranjsko bratranec in češki kralj Otokar II. Pšemisl. S tem postane politično najmočnejši med knezi Svetega rimskega cesarstva. Za ogromno dediščino se je neuspešno potegoval še Ulrikov mlajši brat in bivši salzburški nadškof Filip Španhajmski.
- Umre oglejski patriarh Gregor Montelongo. Nasledi ga omenjeni Filip Španhajmski. Kljub temu, da ni cerkveni knez, se za nadzor nad patriarhijo poteguje še Otokar II. 1273 ↔

### Evropa
- februar - Sicilski kralj Karel Anžujski začne z obleganjem Lucere[1] v severni Apuliji, glavne naseldbino sicilskih muslimanov.

- 1. april - Sklenjen je Sporazum v Arnswaldeju[2] med brandenburškimi mejnimi grofi iz hiše Askanijcev, Ivanom II. (najstarejši), Otonom IV.,  Konradom I., na eni strani in pomeranijskem knezom Mestvinom II. na drugi. Brandenburžani dobijo neposreden izhod na Baltiško morje. Sporazum je precej v škodo Mestvina, čeprav se mu s finančne plati sprva obrestuje, a stalna vojaška prisotnost Brandenburžanov izzove upore pomeranijskega plemstva.
- 16. junij - Bitka pri Colle Val d'Elsaju, vojne med gibelini in gvelfi: maloštevilna gvelfska koalicija Florentincev in anžujskih Sicilcev premaga desetkrat večjo gibelinsko vojsko iz Sienne, ki jo sestavljajo ostanki ostalih cesarstvu zvestih sil. 1275 ↔
- 19. junij - Francoski kralj Ludvik IX. predpiše za vse Jude, ki jih v javnosti zalotijo brez pripete rumene okrogle broške, denarno kazen desetih srebrnih liver. S tem si delno financira novo (potratno) križarsko vojno.
  - Po drugi strani si angleški kronski princ Edvard Dolgokraki vzame dvajsetino od Cerkve, kar pa se še vedno izkaže za premajhno vsoto, zato si je večino denarja prisiljen sposoditi.
- 28. avgust - Vojska Karla Anžujskega zavzame muslimansko Lucero v Apuliji. Muslimanske avtonomne naseldbine ne uniči, jo pa finančno močno obremeni in hkrati v muslimanskem mestu naseli 240 družin iz Provanse. 1270 ↔
- Nominalni nemški kralj Rihard Cornwallski še četrtič in zadnjič za kratek čas obišče Nemčijo.
- Sveti sedež: sedisvakanca 1268-1271.↓
- → Benetke: iz Mongolije se vrneta beneška trgovca in ambasadorja Niccolo in Maffeo Polo. Ker novi papež še ni izvoljen, ne moreta brez papeževe privolitve izpolniti diplomatske naloge, ki jima jo je dal Kublajkan. V Benetkah se Niccolo prvič sreča s 15-letnim sinom Marcom, ki je za čas očetove odsotnosti odraščal pri teti po materini strani.
- Umrlega litvanskega velikega kneza Švarna nasledi Traidenis. O njegovem poreklu ni kaj dosti znanega, razen to, da je bil sovražen z galicijsko vladarsko hišo, ki ji je pripadal umrli Švarn. To sovraštvo se je v naslednjih letih zaostrilo v oborožen konflikt. 1274 ↔
- Umrlega dofena[3] Vieonnoisa Guiguesa VII. nasledi sin Ivan I.
- Križarska pomorska odprava aragonskega kralja Jakoba I., ki sklene zavezništvo z mongolskim kanom Ilkanata Abako proti egiptovskim mamelukom oziroma "poganskim" Saracenom nasploh. Kmalu po izplutju aragonsko floto preseneti vihar in jo potisne proti jugu Francije. Kralj Jakob I. ima ta vihar za slab znak in opusti načrte. Pot nadaljujeta zgolj mlajša Jakobova sinova, ki prispeta pred Akkon, kjer pa ju brezupni položaj križarjev in visoka bojna morala egiptovskih mamelukov odvrne od kakršnega koli resnega spopada z muslimanskimi vojščaki.

- Francoski učenjak Peter Peregrin iz Maricourt opiše delovanje magneta z magnetnima poloma in zanika možnost obstoja magneta, ki bi imel en sam pol, oziroma imel samo privlačno ali samo odbojno silo.
- Pariz: frančiškanski učenjaki obtožijo Tomaža Akvinskega averroizma, ki pa je sam globoko zaskrbljen glede širjenja racionalistične interpretacije Aristotelove filozofije, ki se (deloma) zgleduje po arabskem učenjaku Ibn Rušdu (lat. Averroes).
- Začetek gradnje gradu Blair na Škotskem.
- Italijanski judovski spreobrnjenec v krščanstvo Ivan Kapuanski iz hebrejščine prevede zbirko indijskih basni Pančatantra, originalno sicer zapisanih v sanskrtu v 3. stol. n. št.

### Azija
- 24. september - Jeruzalemsko kraljestvo: v sporu za Konradinovo nasledstvo med ciprskim kraljem Hugom III. in najbližjo (a precej oddaljeno) Konradinovo sorodnico Marijo Antiohijsko odloči jeruzalemsko vrhovno sodišče Haute cour v korist Huga III. Tega dne je Hugo III. v Tiru kronan še za jeruzalemskega kralja[4].
- V Antiohijo se vrne pravoslavna patriarhija, ki so jo pred 171-leti ukinili križarji in ustanovili latinsko patriarhijo.
- Obleganje Xiangyanga (1267-1273): zastoj Kublajkanove vojske pri zavzemanju strateške utrdbe Južnega Songa, ki brani dostop do reke Jangce. 1270 ↔
- Invazija združenih čagatajskih vladarjev Baraka in Kaiduja proti Ilkanatu, ki ga vodi kan Abaka.[5] Po prvih uspehih se pokažejo nasprotja med obema vladarjema, kar da Abaki čas za protiofenzivo. 1270 ↔

### Afrika
- 8. september - Konec Almohadov: berberski Marinidi zaključijo z osvajanjem Maroka, ko osvojijo almohadski Marakeš, zadnji ostanek nekoč mogočnega imperija, ki je obsegal večino Magreba in Al-Andalusa. Zadnjega almohadskega kalifa Idrisa al-Vatika umori njegov suženj še preden mesto zavzamejo Marinidi.

## Rojstva
- 18. junij - Eleanora Angleška, princesa, grofica Bara († 1298)
- 9. oktober - Ludvik III., vojvoda Spodnje Bavarske († 1296)

Neznan datum
- Huang Gongwang, kitajski slikar († 1354)

## Smrti
- 27. oktober - Ulrik III., koroški vojvoda (* 1220)

Neznan datum
- Gregor Montelongo, oglejski patriarh
- Guigues VII. Viennoiški, dofen Vienneja, grof Albona, Grenobla, Briançona (* 1225)
- Idris al-Vatik, zadnji almohadski kalif
- Sordello,  italijanski (lombardski) trubadur
- Švarnas, veliki knez Litve (* okoli 1230)